# Forêt nationale de Tombigbee
Pour les articles homonymes, voir Tombigbee.
La forêt nationale de Tombigbee (en anglais : Tombigbee National Forest) est une aire protégée américaine dans les comtés de Chickasaw, Choctaw, Oktibbeha, Pontotoc et Winston, au Mississippi. Cette forêt nationale a été créée le 27 novembre 1959.